# Linda Brava
Linda Brava est le nom de scène international de la violoniste finlandaise Linda Lampenius (née le 26 février 1970 à Helsinki).

## Biographie
Compte tenu de ses dons exceptionnels, les études musicales de Linda Brava, commencées très tôt, lui ont fait emprunter la voie la plus traditionnelle qui soit. Elle commença à jouer du violon à l'âge de cinq ans et fit des progrès si remarquables qu'en l'espace de trois ans, elle fut admise parmi les célèbres Helsinki Strings. Les étapes suivantes s'enchaînèrent à un rythme serré: ayant fait peu de temps après en tant que soliste invitée une apparition remarquée avec l'Orchestre Symphonique de la Radio Finlandaise, elle fut promue premier violon des Helsinki Strings, puis obtint son admission à la célèbre Académie Sibelius d'Helsinki pour y poursuivre ses études, devenant premier violon de l'Orchestre de la Classe de Direction d'Orchestre et de l'Orchestre Symphonique de l'Académie Sibelius. Elle fut également durant trois ans membre de l'Orchestre de l'Opéra National de Finlande, de même qu'elle s'est fréquemment produite depuis lors, tant dans le domaine de la musique de chambre que lors de nombreuses apparitions en soliste et avec orchestre, par exemple avec l'Orchestre Philharmonique d'Helsinki et le BBC National Orchestra of Wales. Elle a ainsi travaillé, en autre, avec Andrew Lloyd Webber et Paul Potts.
Linda Brava a conquis les foules par ce mélange de virtuosité étourdissante et de look torride. Ses apparitions télévisées en Europe et aux États-Unis (y compris dans certains épisodes de Fame L.A. et d'Alerte à Malibu) l'ont conduite à devenir mannequin pour la ligne de sous-vêtements, de lingerie et de maillots de bain de Björn Borg. Elle a fait la une de nombreux magazines européens de mode et même ce dont à coup sûr aucun autre artiste classique de l'histoire ne saurait s'enorgueillir, celle du numéro d'avril 1998 de Playboy,. Aussi douée pour l'univers classique que rock, Brava mène désormais deux carrières séparées, mais parfaitement simultanées. Avec son violon électrique, elle joue de la musique pop, metal, rock et techno, sa sonorité tout autant que son look pop et sexy contrastant grandement avec ses apparitions classiques. Elle a aussi travaillé par exemple avec Craig Leon et Ofra Haza.
Linda Brava joue sur un violon de Gagliano de 1781.

## Citation
« De même que je sais que je dois chaque jour manger, respirer et dormir, je sais qu'il y aura toujours de la musique dans ma vie »

## Discographie
- Linda Lampenius (Audiovox Records, 1997)
- Linda Brava (EMI Classics, 1999)
- Nordic Light (Ladybird AB, 2005)
- Angels (Linda Lampenius Productions, 2010)